# Siphocampylus paramicola
Siphocampylus paramicola là loài thực vật có hoa trong họ Hoa chuông. Loài này được McVaugh miêu tả khoa học đầu tiên năm 1949.